# SMS Cyclop
Az SMS Cyclop az az Osztrák–Magyar Monarchia haditengerészetének műhelyhajója volt 1872–1918 között. 1921-től a Jugoszláv Királyi Haditengerészetben szolgált Perun néven.

## Építése, kialakítása
A hajó 1871-ben épült Franciaországban, a La Seyne-sur-Mer-ben működő Nouvelle Societe des forges et chantiers de la Mediterranee nevű hajógyárban. Kifejezetten műhelyhajónak tervezték, a hajótestet ennek megfelelően alakították ki, szerkezetét megerősítették, hogy kibírja a fedélzeten elhelyezett gőzkalapács ütései által keltett rázkódást.
A fedélzeten több kovácsműhely, öntöde, ácsműhely, illetve különféle szerelőműhelyek működtek. A felszereléshez gőzkalapács, esztergák, marógép, gyalugép, fúrógép, körfűrész, valamint 12–14 milliméter vastag lemezek megmunkálásra szolgáló vágó és lyukasztógép tartozott, ezeket gőzgéppel hajtották. A fedélzeten egy 8 tonna teherbírású gőzdaru is helyet kapott. Evezős csónakok mellett a hajó egy gőzbárkával is fel volt szerelve. Az építés költsége 1 177 500 frank volt. A legénység jelentős hányadát képzett szakmunkások alkották.

## Pályafutása
A Cyclop-ot 1871. november 12-én bocsátották vízre. Az osztrák–magyar haditengerészet illetékesei 1871. július 3-án vették át a hajót, majd július 16-án megtörtént a szolgálatba állítása. Két nappal később kihajózott Toulonból, a Messinai-szoroson át Korfu érintésével érkelett meg Pólába, 1872. július 27-én.
1872 decemberében partra vontatták, különféle átalakítások elvégzése céljából, de a hajó csak 1888-ban került újra vízre. 1888 júniusában a torpedóflotilla műhelyhajójaként állt szolgálatba.
1897 májusa és 1898 januárja közt a Kréta szigetét blokád alatt tartó flottakötelékben szolgált, Miecislaus Pietruski von Siemuszowa fregattkapitány parancsnoksága alatt.
A hajót ezután leszerelték és csak 1912-ben állt újra szolgálatba.
1915. május 30-án reggel 8 órakor a pólai kikötőben horgonyzó Cyclop bal oldalába a kifutó Fram gőzös belerohant. A keletkezett léket a legénység megkísérelte lékponyvákkal lezárni, a hajót pedig sekély vízbe irányították. Mivel azonban a szivattyúkat működtető gőzgép nem működött, a Cyclop rövid időn belül oldalára borulva elsüllyedt, de a hajótest egy része a víz felett maradt. A legénységet sikerült veszteség nélkül kimenteni.
A hajótesten keletkezett lékeket búvárok lezárták, majd a hajót július 15-én kielmelték, majd kijavították. A munkálatok szeptember 30-ra fejeződtek be.
1916 november végén a hajót Polából átirányították Cattaroba, a háború hátra lévő részét itt töltötte. A békekötés után a Cyclop-ot a Szerb–Horvát–Szlovén Királyság kapta meg, 1921. március 4-én Perun néven állították szolgálatba. Az elavult hajót 1922-ben eladták egy holland cégnek, amely Hollandiában kívánta lebontani. A Kotori-öbölből kivontatott hajó azonban felborult és elsüllyedt.